# Поль Сезанн
Поль Сеза́нн (фр. Paul Cézanne; 19 січня 1839 — 22 жовтня 1906) — французький художник, що працював у напрямках імпресіонізму і постімпресіонізму. Мистецька спадщина художника становить близько 900 робіт олією і 400 акварелей, не рахуючи малюнків та ескізів. Ніхто не може підрахувати кількості робіт, знищених, як недосконалі, самим художником за роки свого довгого творчого шляху. Близько 170 картин Поля Сезанна являють собою портрети і автопортрети, близько 200 — натюрморти з фруктами, помітне місце в його спадщині займають також пейзажі.
Його творчість мала великий вплив на живопис XX сторіччя, зокрема на розвиток кубізму. За життя Поль Сезанн не був визнаний і зазнав нищівної публічної критики, але після смерті став одним з найвизначніших художників XIX століття. Твори Поля Сезанна зберігаються в багатьох музеях світу, таких як Лувр, Музей д'Орсе, Музей мистецтва Метрополітен, Музей сучасного мистецтва, Національна галерея мистецтва, Нова пінакотека, Ермітаж. Крім того, його полотна представлені в приватних зібраннях у Швейцарії, США, Франції, Україні (наприклад, у Зібранні (колекції) образотворчого мистецтва Градобанку). Третя картина у серії «Картярі» — це друге за вартістю полотно в світі, його орієнтовна ціна за результатами закритих торгів становить близько 250 мільйонів доларів. Серед картин, проданих на відкритих торгах, сезаннівський «Натюрморт з глечиком і драпуванням» вартістю 60,4 мільйонів доларів, займає 36-те місце.

## Життєпис

### Початок життя

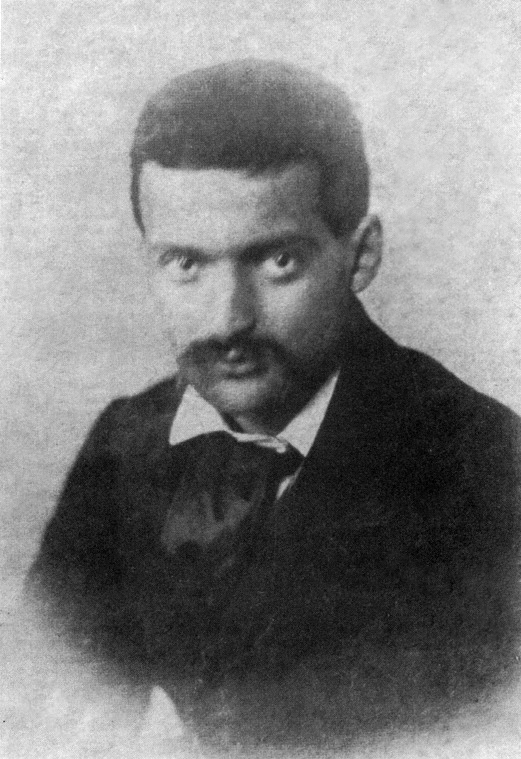
Молодий художник у 1861 році.

Поль Сезанн народився 19 січня 1839 року в Екс-ан-Провансі. 22 лютого його охрестили в місцевій католицькій церкві святої Магдалини, хресними виступили бабуся і рідний дядько Поля. Його батько Луї Огюст Сезанн (1798—1886) був дрібним фабрикантом, невдовзі після народження сина він став банкіром, співзасновником Banque Cézanne et Cabassol. Ділові успіхи батька забезпечили Полю фінансову незалежність і великий спадок у 400 тисяч франків. Мати Енн Елізабет Онорін Обер (1814—1897) сильно вплинула на світогляд сина. Художник згадував, що вона була «життєрадісною і романтичною, але швидко ображалася». Поль Сезанн мав також двох молодших сестер, Марі та Роуз, з якими разом відвідував навчальну школу.
Першим навчальним закладом Поля Сезанна стала школа святого Йосифа в Екс-ан-Провансі, до якої його віддали у десятирічному віці. У 1852 році Поль перейшов до екського колежу Бурбон, в якому провчився шість років. Там він заприятелював із Емілем Золя, який в майбутньому стане відомим письменником. У 1858—1862 роках Сезанн навчався в юридичній школі університету Екс-Марсель і паралельно відвідував Вільну міську художню школу, де вивчав малюнок у ченця-іспанця Жозефа Гіберта. Попри те, що батько бачив у синові майбутнього правника, у 1861 році Поль Сезанн приїхав до Парижа з метою навчатись живопису. Втім, його спроба поступити до Еколь де Боз-Ар виявилася марною, і за декілька місяців він повернувся додому. У 1862 році Поль Сезанн знову приїхав до Парижа з твердим наміром здобути мистецьку освіту і стати художником, цього разу він вступив до приватної Академії Сюїса, в якій навчався до 1865 року. Цей період його життя характеризується невизначеністю: молодий чоловік часто змінював житло, приїздив до Екса і знову повертався до Парижа.

### Зрілість

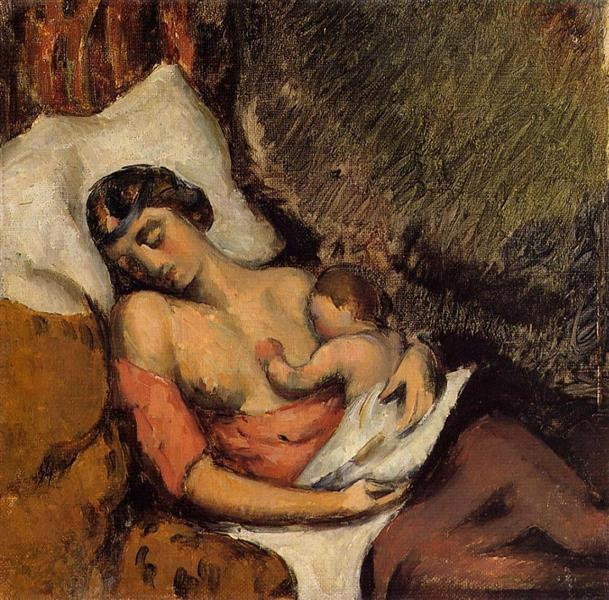
«Гортензія годує Поля» (1872) — портрет співмешканки і майбутньої дружини Поля Сезанна та його новонародженого сина.

У 1860-х роках Поль Сезанн постійно відвідував столичну кав'ярню «Гербуа», своєрідну «штаб-квартиру» імпресіоністів, де він познайомився з такими самобутніми художниками-новаторами як Каміль Піссаро, Клоде Моне, Жан Базиль, П'єр-Огюст Ренуар і Альфред Сіслей. Зазначені майстри сильно вплинули на творчість Поля Сезанна, зокрема Каміль Піссаро став його творчим наставником (пізніше вони співпрацюватимуть як рівні), але його спроби потрапити до Паризького салону були марними. У 1869 році Поль Сезанн починає жити зі своєю натурницею Марі-Гортензією Фіке. У 1870 році через початок Французько-прусської війни він виїздить до Естака, щоби уникнути мобілізації. У 1872 році Гортензія народжує Сезаннові сина Поля, після чого художник переїздить спочатку до Понтуазу (1872), потім до Оверу (1874), але зрештою повертається до Парижа.

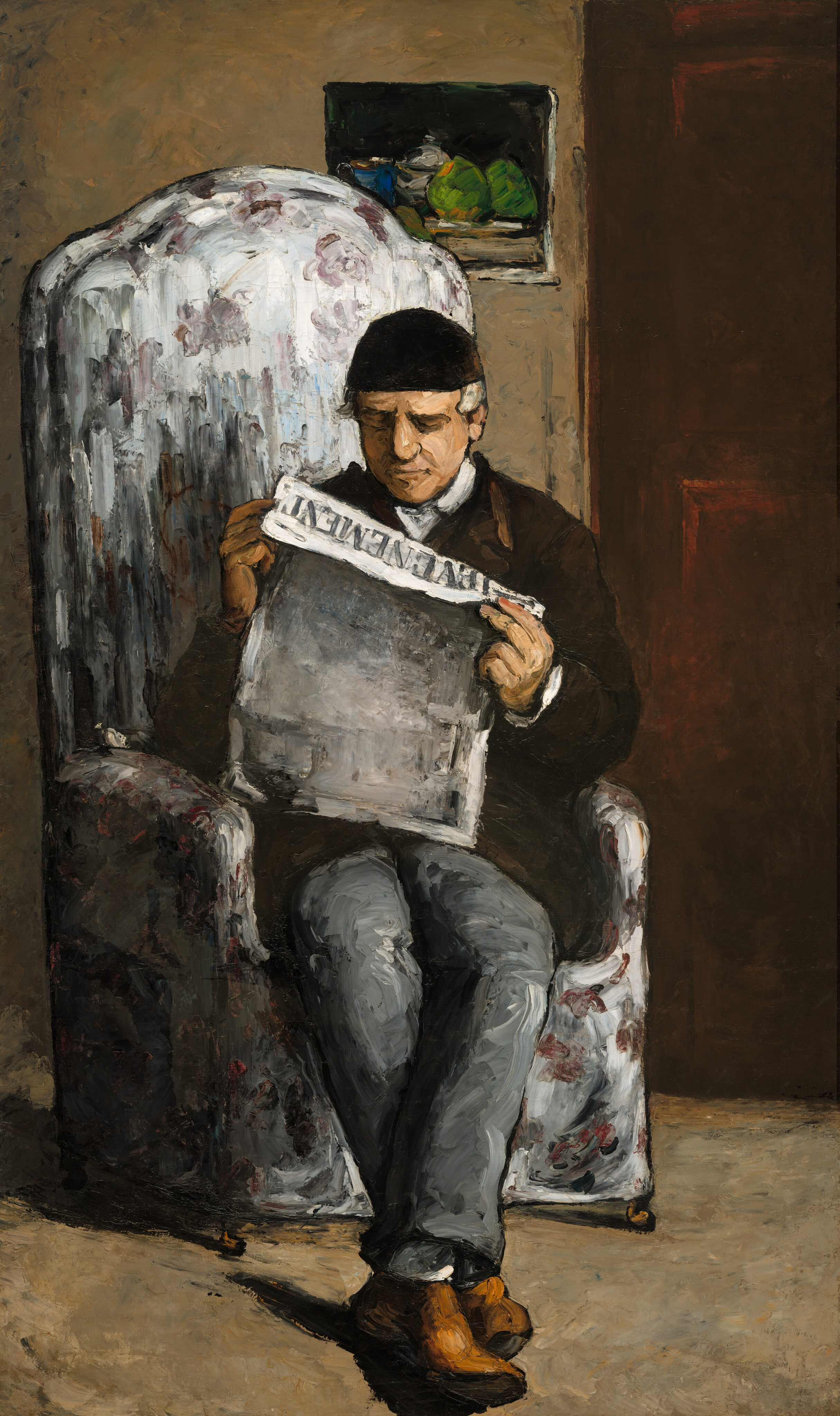
«Портрет батька художника — Луї Огюста Сезанна за читанням» (1866, Національна художня галерея).

Понтуазько-оверський період життя Поля Сезанна стає поворотним на його творчому шляху. В цей час полотна живописця набувають виразного імпресіоністичного звучання. У 1874 році художник бере участь в першій виставці імпресіоністів, у 1877-му — в третій. Обидві викликали нищівну критику, через несприйняття публікою своїх картин Поль Сезанн рішуче відмовляється від будь-якої виставкової діяльності. У 1878 році заможний батько Поля Сезанна, довідавшись про співжиття сина з натурницею, позбавив того фінансової підтримки (батько і син Сезанни були ревними католиками). У 1882 році Антуан Гійме допомагає Сезаннові потрапити до Салону з одним експонатом (припускають, що це був портрет батька художника), але удаваний успіх у статусі «учня Гійме» не задовольняє Поля.

Через невизнання публікою властивої Сезаннові манери письма він все більше усамітнюється, уникаючи Парижа і віддаючи перевагу життю в Екс-ан-Провансі. З 1880-х років його друзями залишаються хіба що Піссаро, Ренуар і Монтічеллі. У 1886 році старий друг живописця Еміль Золя публікує роман «Творіння», де в образі художника-невдахи Клода Лант'є зображує Поля. Впізнавши себе в романному герої, обурений Сезанн назавжди пориває стосунки з улюбленим другом. В цьому ж році помирає батько художника. Щоби отримати спадок Поль Сезанн офіційно одружується на Гортензії, але запізнілий шлюб не поліпшує його стосунків з колишньою натурницею. В подальшому Поль житиме окремо від дружини і сина. В одному з листів від 1889 року Поль Сезанн писав: «Я вирішив працювати мовчки до того дня, коли зможу теоретично захистити результати своїх спроб». Але цей день так і не настав у житті Сезанна. У 1896 році він нарікав своєму другові, поету Жоакіму Гаске: 
|  | Я наче мертвий. Світ не розуміє мене, і я його не розумію. Через те я відступив. |

### Останні роки
У 1895 році колекціонер Амбруаз Воллар влаштовує Полю Сезанну персональну виставку, на якій демонструє 150 картин. Хоча реакція публіки все ще залишається ворожою, молоді митці високо оцінюють новаторство Сезанна і в середовищі молодих художників Поль стає культовою фігурою. Про рівень його визнання свідчить той факт, що в 1900 році Моріс Дені створює полотно «На честь Сезанна», де крім нього зображує себе, П'єра Боннара, Оділона Редона, Кер-Ксав'є Русселя, Поля Серюз'є й Едуара Вюйяра. У 1897 році після смерті матері — єдиної людини, яка вірила в призначення Поля Сезанна як живописця, він остаточно відсторонюється від дружини і сина, які продовжують мешкати у Парижі. Натомість Сезанн відтепер не покидає рідного Екса. Попри ощадливість, якій художник не змінив і після отримання спадку, у 1899 році він все ж таки змушений продати родинний маєток, щоб оплатити борги, які залишилися після смерті матері. У 1901 році художник влаштував студію на окраїні Екса, де багато і невтомно працював.

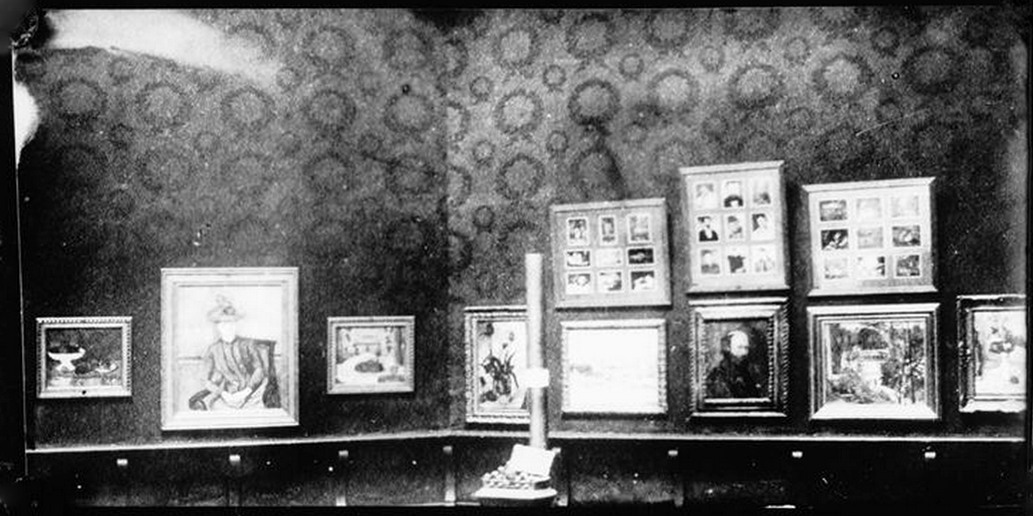
Виставка-продаж картин Поля Сезанна в Салоні (осінь 1904 року).

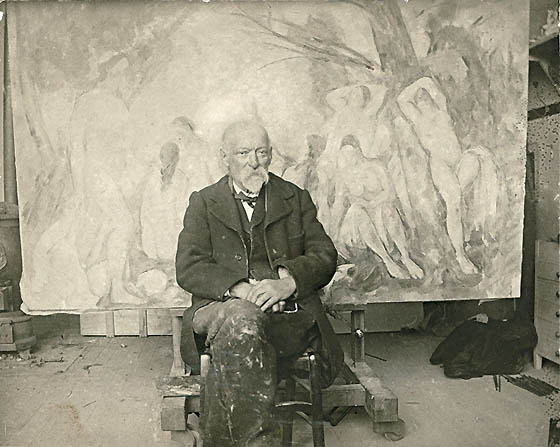
Поль Сезанн у власній студії в Ексі (фото Еміля Бернара, 1904 р.).

З 1900 року ім'я митця все частіше лунає у світських салонах Парижа, його картини починають купувати і ціни на них стрімко зростають. У паризькому осінньому Салоні 1904 року цілий зал був відведений для демонстрації картин Сезанна. Ця виставка стала першим беззаперечним тріумфом художника. Однак живописець не здогадується про цей запізнілий успіх. В останні роки життя він страждав від цукрового діабету і настільки усамітнився, що крім відданої економки ні з ким не спілкувався, а в місті відвідував лише недільну месу. Публіка Екса обурена статтею Анрі Рошфора «Любов до огидного», опублікованій в газеті «L'Intransigeant» від 9 березня 1903 року, в якій той описує як на відвідувачів виставки нападав істеричний сміх при спогляданні картин «ультраімпресіоніста на 'ім'я Сезанн». На поріг художника щодень підкидають газету зі статтею з проханням покинути Екс-ан-Прованс і «не ганьбити» його жителів. Хлопчаки на вулиці жбурляють в старого «божевільного» камінням. Коли у 1904 році Еміль Бернар навідався до нього, то адресу живописця йому надали лише у муніципалітеті — ніхто з містян не схотів показати, де живе славетний майстр. Бернар згадував: 
|  | Вставав він дуже рано, йшов працювати у майстерню — завжди з шостої до пів на одинадцяту, повертався в Екс поїсти й одразу ж вирушав на природу писати пейзаж аж до п'ятої вечора. Я бачив його іноді таким стомленим від роботи, що він не міг ні говорити, ні слухати. Лягав у ліжко майже непритомний. |

15 жовтня 1906 року під час одного з таких сеансів після двогодинного малювання на природі, Поль Сезанн потрапив під зливу. На зворотному шляху він впав і його доправив додому випадковий водій. Економка розтерла хазяїну руки і ноги і Поль Сезанн прийшов до тями, наступного дня він спробував продовжити роботу, але знову втратив свідомість. За допомогою натурниці, що прийшла позувати, його уклали в ліжко, з якого старому митцю вже не довелося встати. 22 жовтня 1906 року у віці 67 років Поль Сезанн помер від стрімкої пневмонії. Близькі приїхали провідати його, коли він вже відійшов. Художника поховали на кладовищі Сен-П'єр в Екс-ан-Провансі.
Меморіальні об'єкти

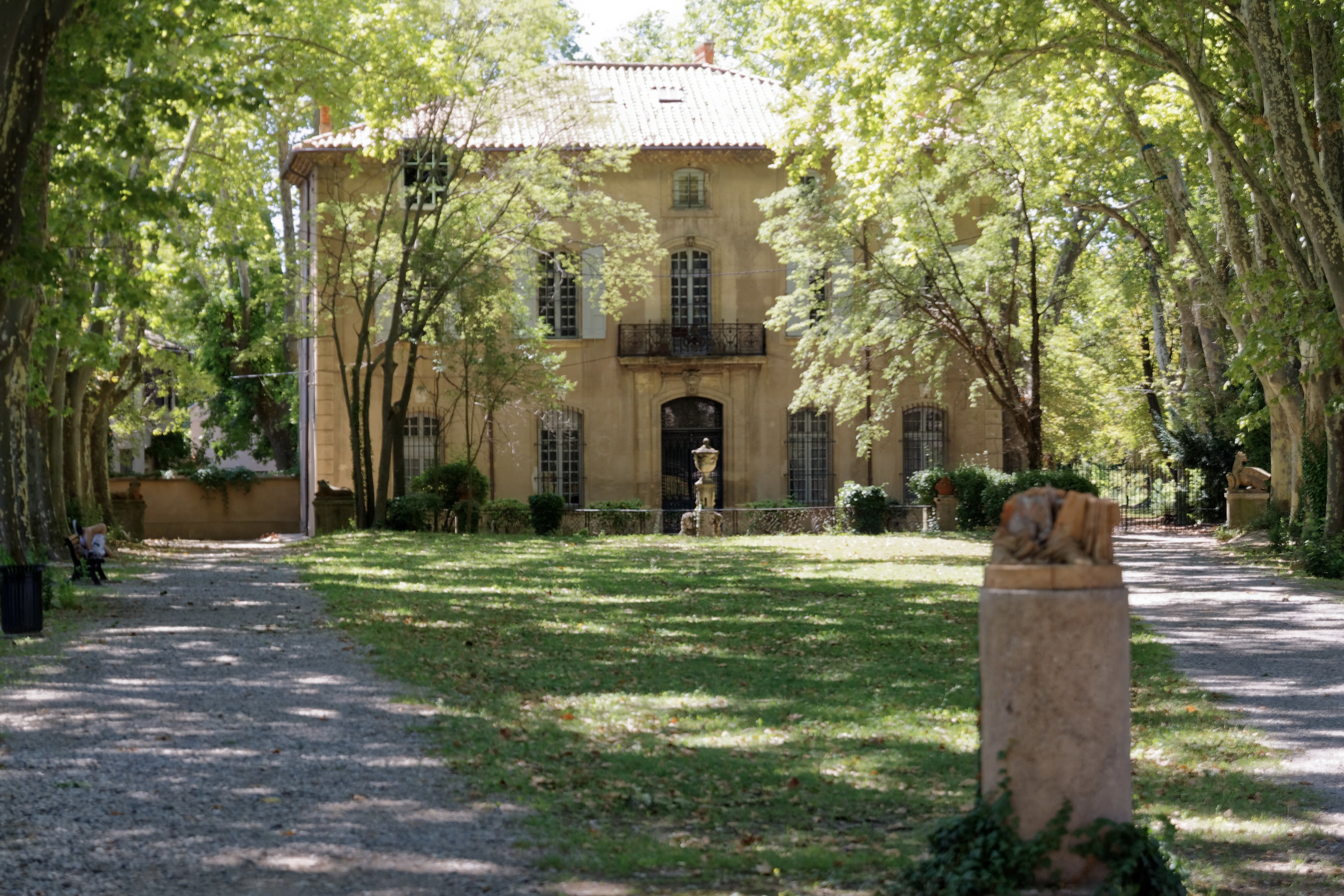
Жа-де-Буффан — родинний маєток, часто зображуваний Полем Сезанном.
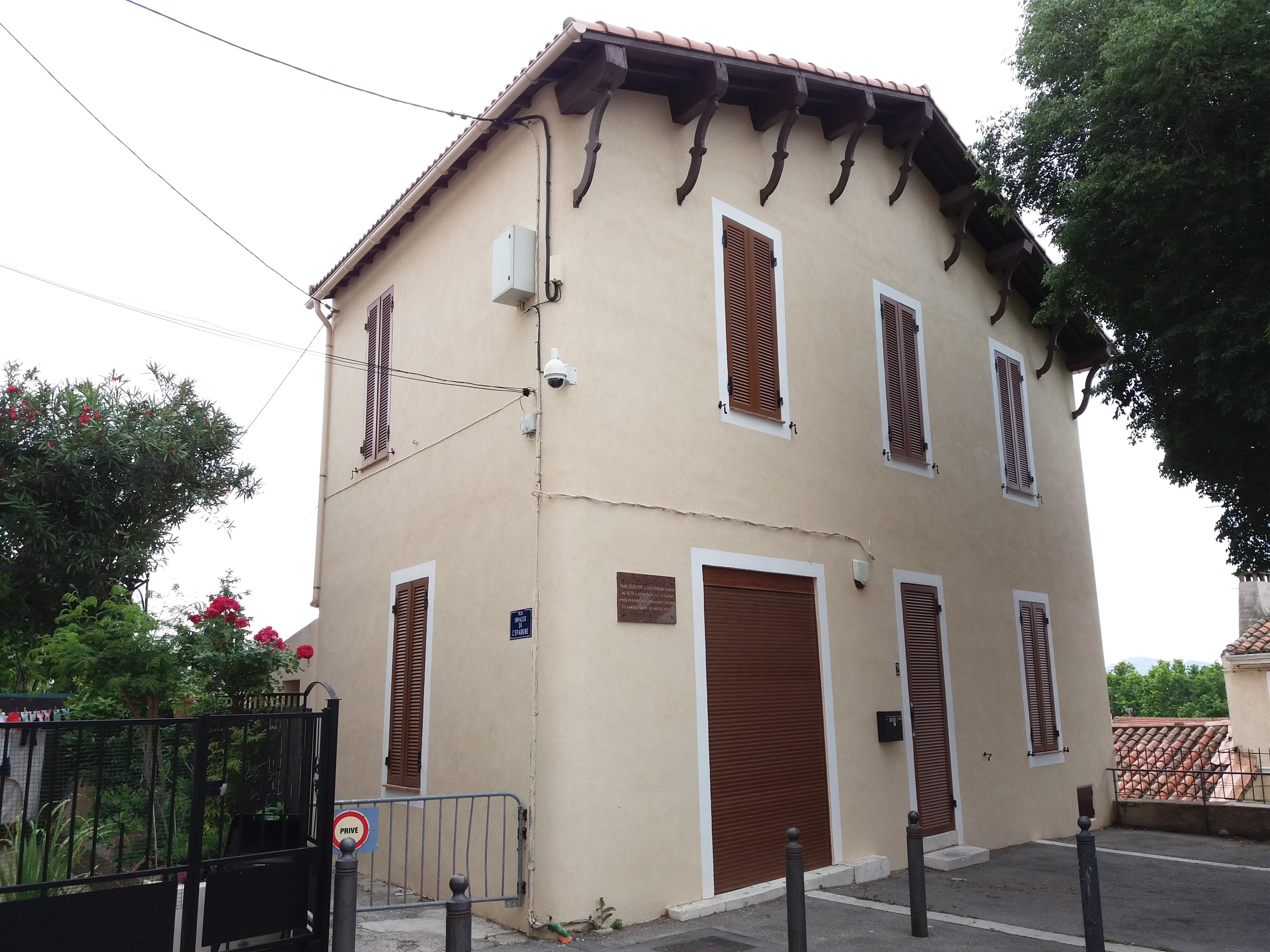
Будинок в Естаці, в якому Поль Сезанн жив у 1870 році
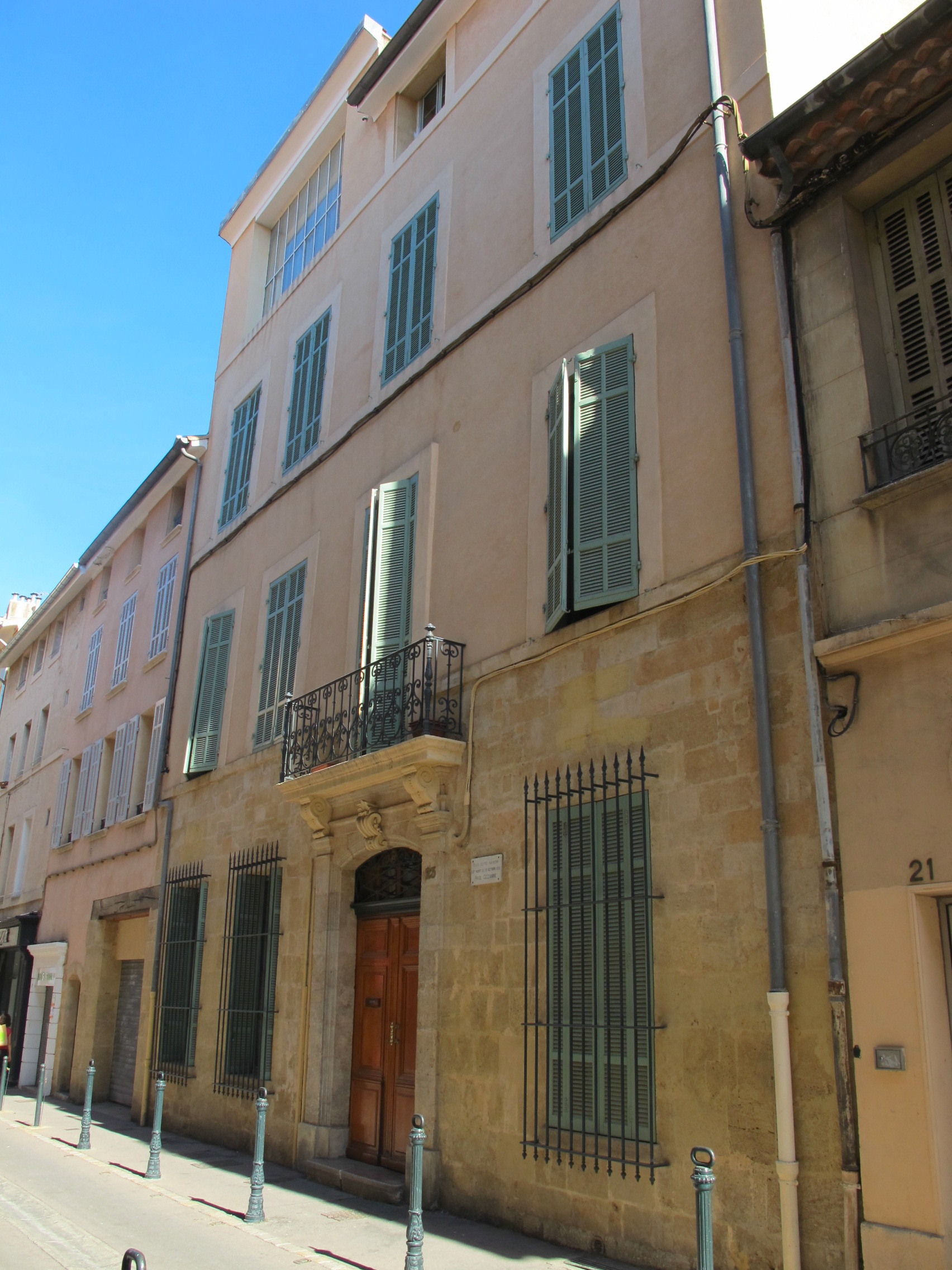
Будинок в Ексі, в якому жив і помер Поль Сезанн.
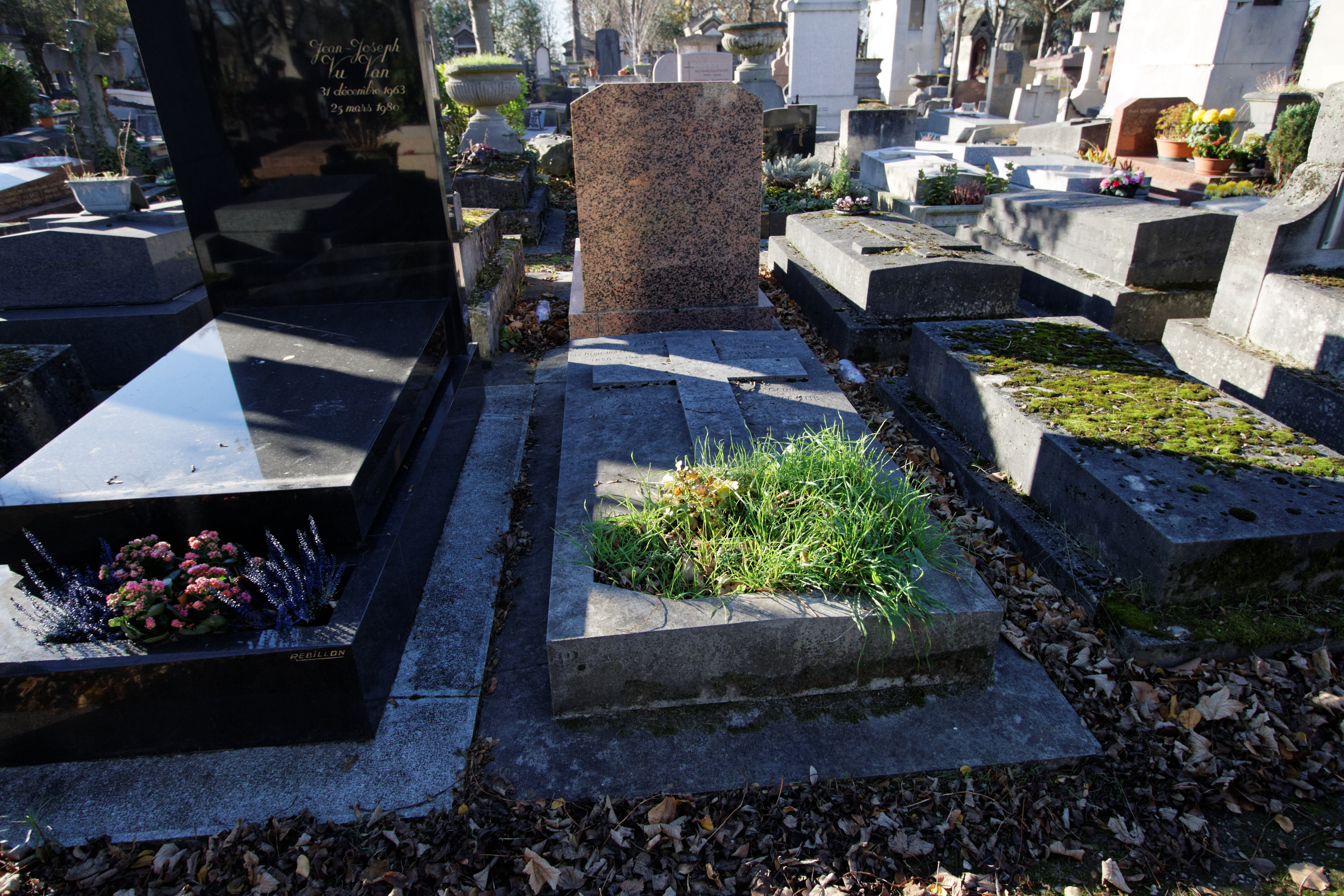
Могила художника
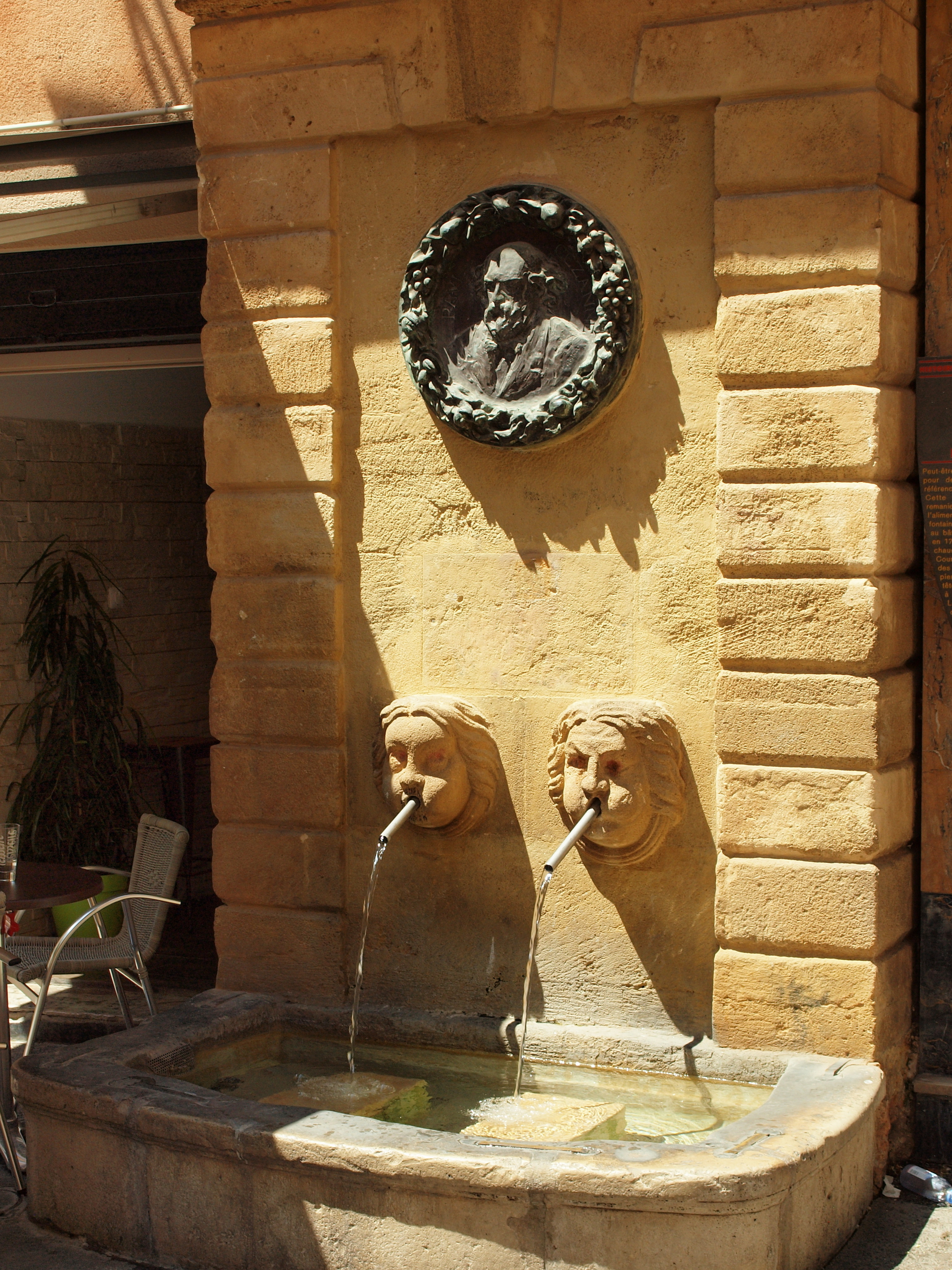
Фонтан в Екс-ан-Провансі з барельєфом на честь Поля Сезанна.

## Психологічний портрет
Поль Сезанн походив з родини дрібного фабриканта, який власним трудом і заощадливістю зміг накопичити статки і перейти до вищого майнового шаблю. З огляду на це батько бажав закріпити суспільне становище сина і мріяв про юридичну кар'єру для нього. Майбутній художник спочатку скорився батькові, але невдовзі зрозумів, що бачить себе лише в мистецтві. Всупереч батьковій волі він отримав художню освіту, але очікуване визнання до молодого живописця не прийшло. Не маючи змоги прогодувати себе, свою співмешканку і сина, він тривалий період перебував на утриманні у батька, який щомісяця надсилав йому невелику суму (близько 300 франків), достатню для скромного життя. Через це Поля Сезанна часто порівнюють з Едґаром Деґа, якого батько також мріяв перетворити на правника, і який так само пішов митецьким шляхом, вимушено користуючись фінансовою допомогою. Однак таке порівняння неправомірне, оскільки творчість цих художників базувалась на різних засадах.

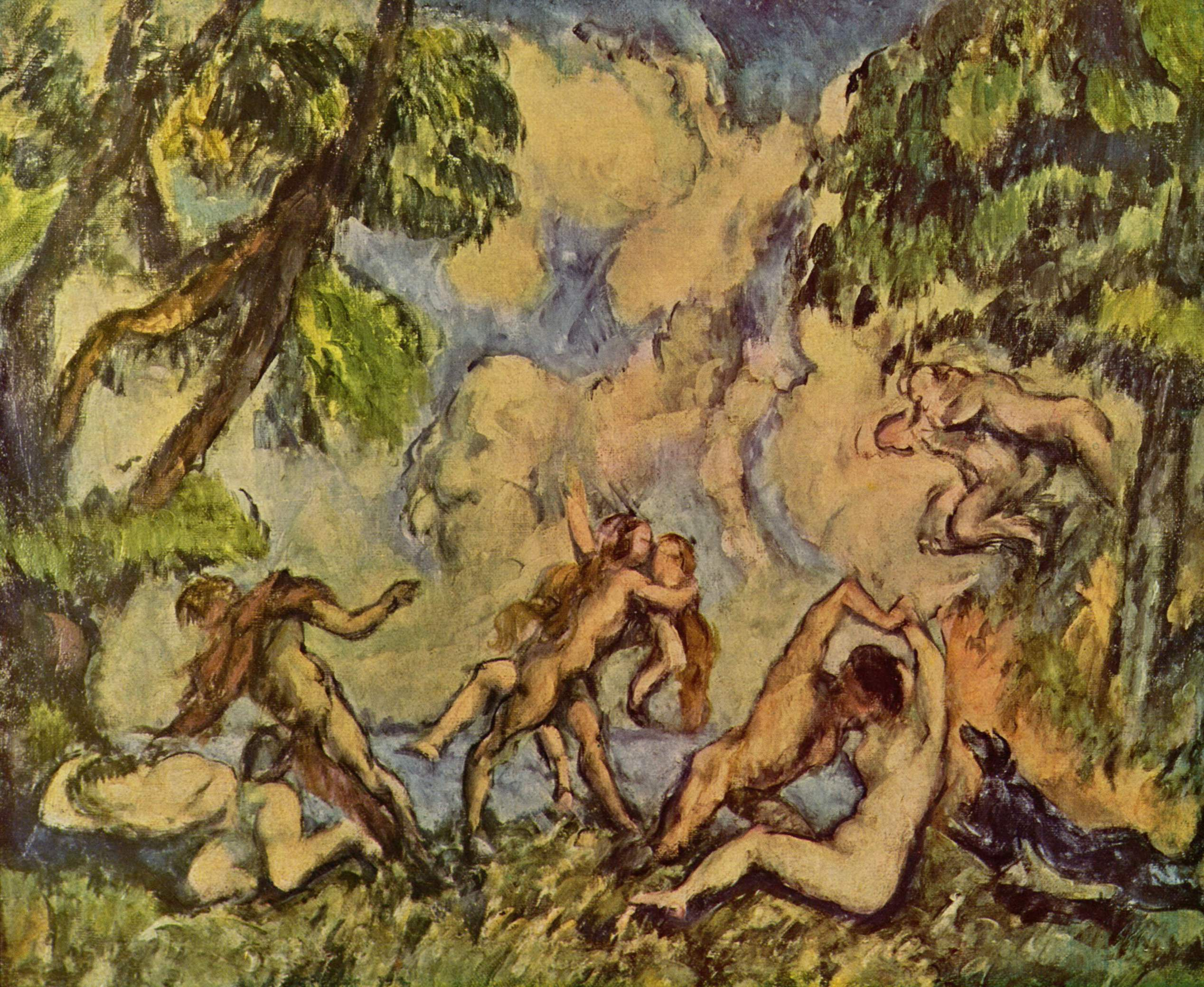
«Вакханалія» («Любовна боротьба», 1875—1880) — приклад полотен, в яких втілювався прихований еротизм маляра.

Причиною непорозуміння між отцем і сином були релігійні погляди. Родина Сезаннів належала до ревних католиків (дядько художника навіть прийняв постриження), а Поль Сезанн, хоча і сам не поривав із церквою, відверто порушував норми християнської поведінки, перебуваючи у позашлюбному зв'язку з власною натурницею. Хоча для парижан така розбещеність була не вдивовижу, а у мистецьких колах XIX століття навіть вважалася нормальною, консервативний провінціал Огюст Сезанн не став потурати безвідповідальному нащадкові. Лише загроза втратити спадок змусила Поля Сезанна взяти шлюб із нелюбою жінкою. Взагалі, його ранньому періоду життя притаманні бурхливі сексуальні фантазії, за свідченнями сучасників, Поль Сезанн іноді відвідував будинки розпусти в Ексі. Попри сталість стосунків сумісне життя Сезанна і Гортензії Фіке було далеким від ідеалу. Гортензія не розуміла і не сприймала творчість чоловіка, наприкінці життя повністю віддалилася від нього, покинувши того у провінції на самоті. Тим не менш, Гортензія зголошувалась позувати чоловікові, завдяки чому він створив 27 її портретів.

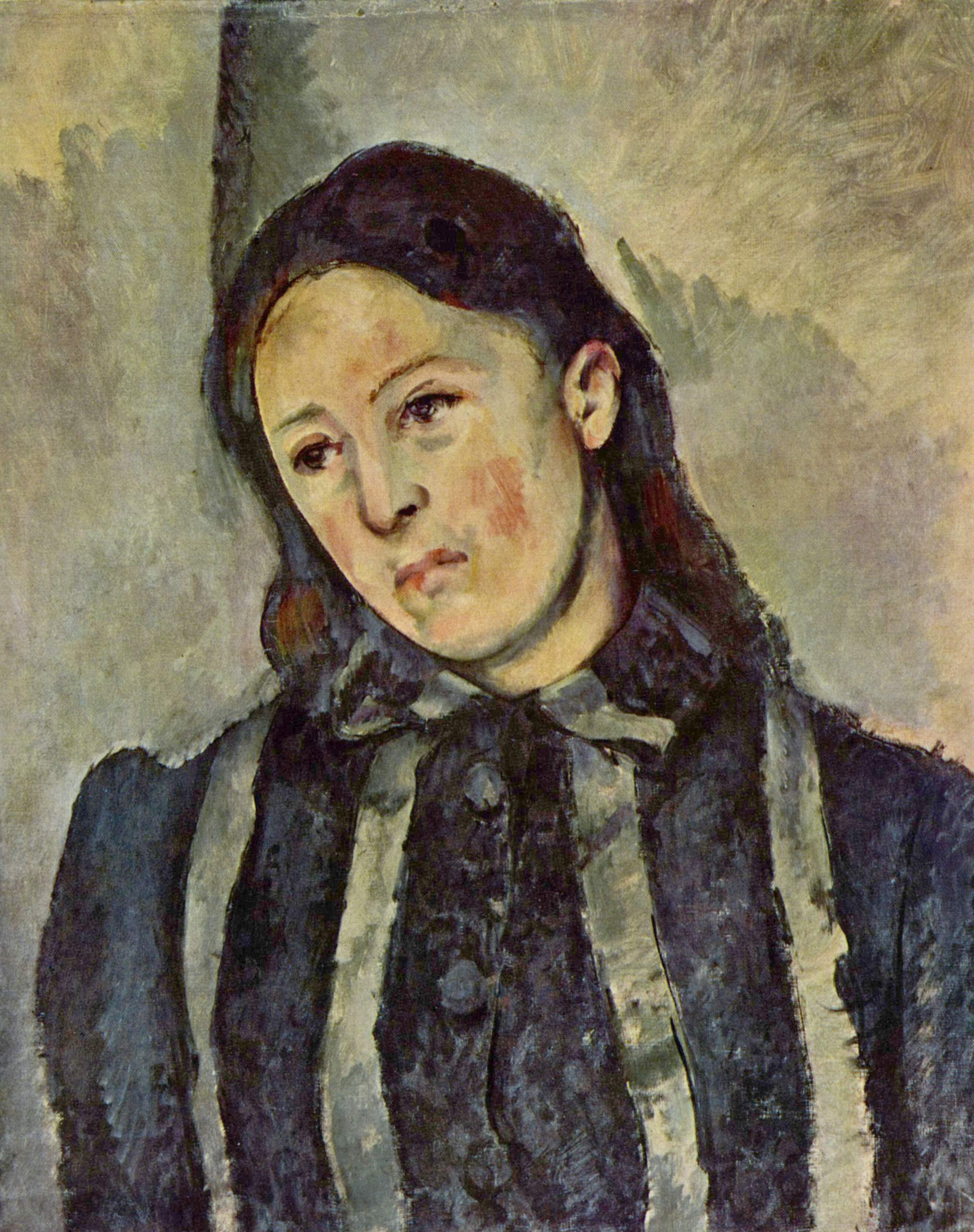
«Портрет пані Сезанн з розпущеним волоссям» (1890—1892) — одне з найвідоміших зображень дружини художника.

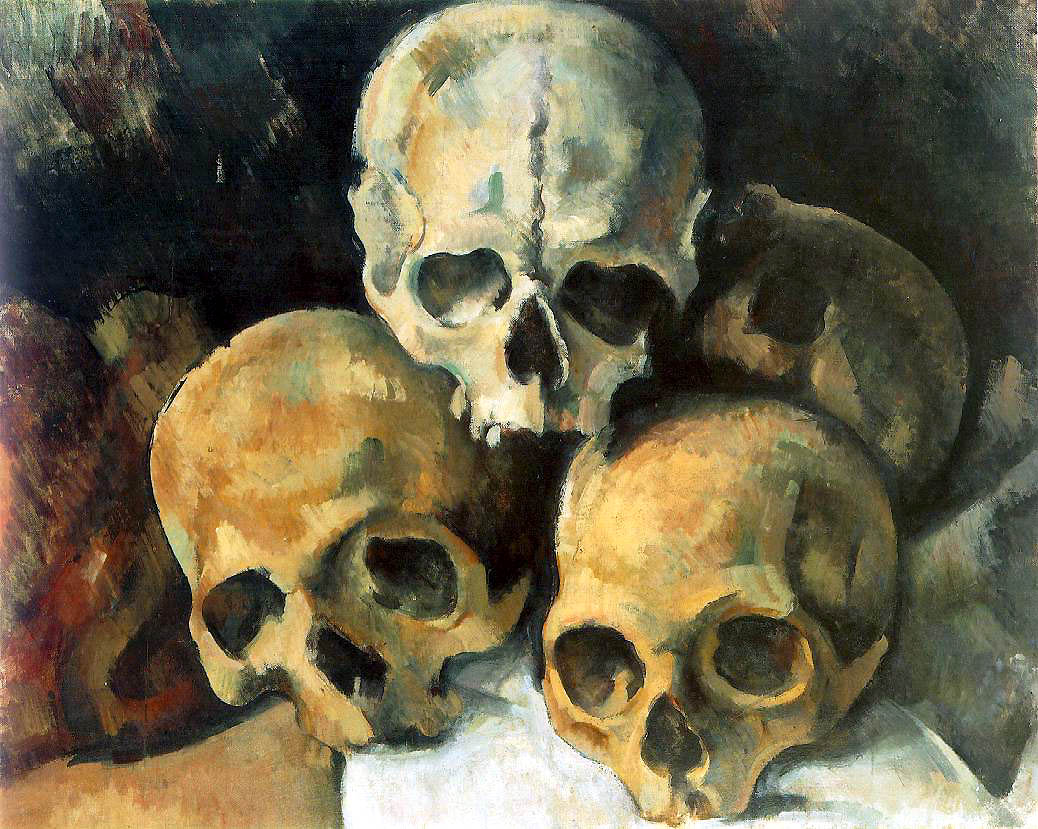
«Піраміда з черепів» (1901).

Ця поблажливість насправді була великою жертвою, оскільки Поль Сезанн вирізнявся надзвичайно повільною манерою письма, створення картини в нього нерідко тривало понад рік. Художник не раз стикався із браком моделей для картин, оскільки більшість натурників чи знайомих не бажали позувати протягом нескінченних сеансів. З цієї причини майстр все частіше звертався до пейзажу і натюрморту. Втім, на полотнах він не малював квітів, хоча дуже їх любив. Як він сам пояснював, квіти вкрай нетривкий матеріал, фрукти — витриваліші моделі. На додачу, вже створене полотно Сезанн міг повністю перемалювати. Більшість його картин містить сліди багатошарового нанесення фарби і окремі повністю перемальовані фрагменти. Вимогливість художника до себе була надзвичайною, він рідко був задоволений власними роботами і залишив після себе чимало незакінчених картин. Цим пояснюється відносна невисока продуктивність його праці (загалом відомо близько 1300 його робіт). Еміль Бернар згадував: 
|  | Я бачив, як він мучився цілий місяць над картиною з черепами… Ця картина міняла свої кольори і форми майже щодня. |

 А Амбруаз Воллар додає: 
|  | Хто не бачив, як він малює, тому важко собі уявити, наскільки повільною й виснажливою в окремі дні була його робота. |

Серед інших його рис відмічають скромність, невибагливість в побуті, надзвичайну працьовитість. Хоча іноді Поль Сезанн заявляв про себе, що він «найкращий живописець сучасності», ці висловлювання були спробою перемогти власну нерішучість. Художник вкрай болюче ставився до своїх поразок, саме глузування з боку публіки й стало причиною його втечі від столичного світу. Еміль Золя сказав з цього приводу: 
|  | Поль, можливо, й має талант великого художника, але в нього ніколи не буде таланту реалізуватися. Від найменшої перешкоди він впадає у відчай. |

 Постійна боротьба з творчими сумнівами була причиною деяких суперечливих висловлювань. Наприклад, художник мріяв потрапити до салону пана Бугро і про орден Почесного легіону, в якому йому відмовили попри клопотання самого Октава Мірбо, але, водночас, був переконаний, що «інститути, премії, відзнаки створені для кретинів і блазнів». Єдиною людиною, яка морально підтримувала його на творчому шляху, була мати.
У політиці художник дотримувався консервативних поглядів, був запеклим антидрейфусистом. В останні роки життя Поль Сезанн став примхливим, дратівливим і замкнутим, що пояснюють як важкою фізичною недугою (діабетом), так і цькуванням міщанського оточення. Та попри звинувачення в мізантропії старий митець не був захланним: в Ексі він завжди щедро роздавав милостиню жебракам, а єдиним його другом у Парижі був швець, якому зраджувала дружина і який не міг дати собі раду з купою дітей. Коли Сезанн покидав столицю, він подарував цьому бідакові усі свої полотна.

## Творчість
Художня спадщина Сезанна становить близько 900 робіт олією і 400 акварелей, не рахуючи малюнків та ескізів. Ніхто не може підрахувати кількості робіт, знищених, як недосконалі, самим художником за роки свого довгого творчого шляху. Близько 170 картин художника являють собою портрети і автопортрети, близько 200 — натюрморти з фруктами. Творчість Поля Сезанна ділять на чотири періоди: ранній (1859—1871), імпресіоністичний (1872—1877), конструктивний (1878—1887) і синтетичний (1888—1906).
Улюбленими майстрами Поля Сезанна були Паоло Веронезе і Пітер Пауль Рубенс. Крім них на ранню творчість митця значно вплинув художній авторитет того часу Оноре Дом'є. Перші картини Поля Сезанна, позначені їхнім впливом, це «Чернець» (1865—1867), «Пастораль», «Піч у майстерні» (1865—1868). В пізніший період свого життя Поль Сезанн нарівні з фламандськими й іспанськими майстрами також поставить венеційців, але його полотна вже набудуть самобутніх рис. Ранні картини Сезанна характеризуються вузькою палітрою, в них переважають тьмяні кольори зі значною перевагою чорного. Деякі мистецтвознавці називають цей період також бароковим або романтичним, тому що багато сюжетів навіяні похмурими і важкими видіннями, притлумленим еротизмом. Живопис Сезанна цього періоду сильний, але пастозний, фігури на картинах сильно деформовані, фактура полотен груба. Едуар Мане з цього приводу зауважив: «Сезанн? Він малює кельмою…».
Ранні роботи художника
Потужним поштовхом на шляху творчих змін стало знайомство з імпресіоністами. Їхній вплив особливо помітний в роботах 1870-х років. Слід зазначити, що серед усіх митців цього напрямку Поль Сезанн найбільше поважав Каміля Піссаро, якого вважав своїм вчителем. «Піссаро був лагідним і велетенським, немовби добрий Бог» — так відгукувався він про свого наставника. Намагання провести паралелі між Едґаром Деґа і Сезанном необґрунтовані, оскільки перший віддавав перевагу сценам міського життя, відтворював сучасні соціальні явища, а другий тяжів до абстрактної тематики; Деґа заперечував необхідність малювання з натури і втілював на полотнах плоди своєї уяви, в той час як Сезанн дотримувався імпресіоністського підходу: він вважав, що треба вчитися у природи, і багато уваги приділяв малюванню з натури (сучасники вважали, що у Сезанна немає уяви). Проте повністю розчинятися у новому русі художник не став. На противагу розпливчатості, нетривкості форм, властивих імпресіонізмові, Поль Сезанн прагнув до відтворення матеріального світу, до вагомості й об'ємності форми.
Імпресіоністські полотна Поля Сезанна
Відкинувши один з основоположних принципів імпресіонізму — створення картини одних подихом «а ля прима» — Поль Сезанн розробляє властиву йому зрілу манеру повільного, обережного послідовного покриття полотна фарбою. При цьому в його сюжетах, серед яких все більше пейзажів і натюрмортів, все виразніше прослідковується «конструкція» об'єкта: художник намагається відтворити реальність, але не копіюючи її, як це було прийнято раніше, а моделюючи, уловлюючи в ній приховані логічні зв'язки. Через це пейзажі конструктивного періоду видаються дещо сухими, неживими, а в палітрі переважають лише три основних кольори: жовтий, синій і зелений. Сучасники Сезанна взагалі вважали, що його портрети пласкі, позбавлені емоцій, холодні. Сюжети цього періоду нерідко повторюються, групуючись таким чином в тематичні цикли картин («Каштани в Жа-де-Буфан», «Чорний замок», «У лісі» тощо).
Картини конструктивного періоду
У творах синтетичного періоду до палітри Поля Сезанна додаються більш яскраві та насичені барви («Овер», «Понтуаз»), а численні краєвиди його улюбленої вершини Сен-Віктуар вирізняються гармонійною патетикою. Серед численних натюрмортів з фруктами в цей період з'являється принципово новий сюжет — натюрморт з черепами. Художник залишається вірним одному зі своїх ранніх улюблених сюжетів — сценам купання. В синтетичний період Поль Сезанн завершує розвиток системи, яку він винайшов у конструктивний період, коли «точністю мазка» досягається «одночасно і освітлення, і моделювання предмета». Як зазначав сам художник, природу слід трактувати «через циліндр, кулю і конус», тому в його пізніх роботах помітна тенденція до геометризації форм. Це дозволяє трактувати творчість Сезанна як постімпресіоністську, в якій вже прослідковуються зачатки кубізму. Найвідоміші полотна цього періоду «П'єро і Арлекін» (1888), «Персики і груші» (1888—1890), «Акведук» (1889), «Картярі» (1890—1892), «Натюрморт з апельсинами та яблуками» (1895—1900) тощо.
Полотна синтетичного періоду

## Критика
Замолоду Поль Сезанн дуже прагнув не стільки комерційної популярності, скільки розуміння з боку мистецтвознавців і колег. Саме ці його очікування були марними. Публіка не сприйняла новаторського підходу, репортери газет безсоромно глумились з художника. Мистецькі критики висловлювались вороже, а колеги, хоча і не цькували майстра, багато в чому не погоджувались з ним. Ще в 1877 році Жорж Рів'єр, один з перших прихильників Сезанна, написав: 
|  | За останні півтора десятка років серед художників найбільше нападок і третирувань з боку преси і публіки зазнає пан Сезанн. Немає такого образливого епітета, котрого б не чіпляли до його прізвища, а твори його викликали шалений сміх, який не припиняється й досі. |

 За кілька років Теодор Дюре наголосить: 
|  | Якщо з усіх художників імпресіоністи зазнали найбільше нападок у пору своєї появи, то Сезанн серед них, безумовно, найбільш паплюжений філістерами. |

 Найбільш ядучий коментар залишив у 1903 році Анрі Рошфор, написавши у своїй статті: «Якщо пан Сезанн буде визнаний, то залишається хіба що підпалити Лувр».

Наприкінці життя визнання все ж таки прийшло до художника, але Поль Сезанн вже зневірився у його можливості. Коли йому сказали, що кількість його послідовників зростає, він відповів: «Усе це не має значення, вони смішні». Анрі Фосійон висловився на його адресу так: 
|  | Жоден живописець не справляв глибшого впливу на своїх наступників не лише у французькій школі, а й в усій Європі, навіть у Японії. |

 Клод Роже-Маркс зазначив: 
|  | Цей невизнаний митець чаруватиме не одне покоління. Його манеру імітуватимуть навіть у вадах. Він стане об'єктом незчисленних коментарів. |

 Дійсно, вже на початку XX століття Поль Сезанн був визнаний не тільки фахівцями, а й широким мистецьким загалом. Паплюження його імені змінилося на вшанування, яке часом набирало рис обожнювання. На думку багатьох європейських критиків, Сезанн найбільше вплинув на весь живопис XX сторіччя. Кубіст Андре Лот блюзнірські виголосив «Спочатку був Сезанн».
Портрети і автопортрети

## Вшанування

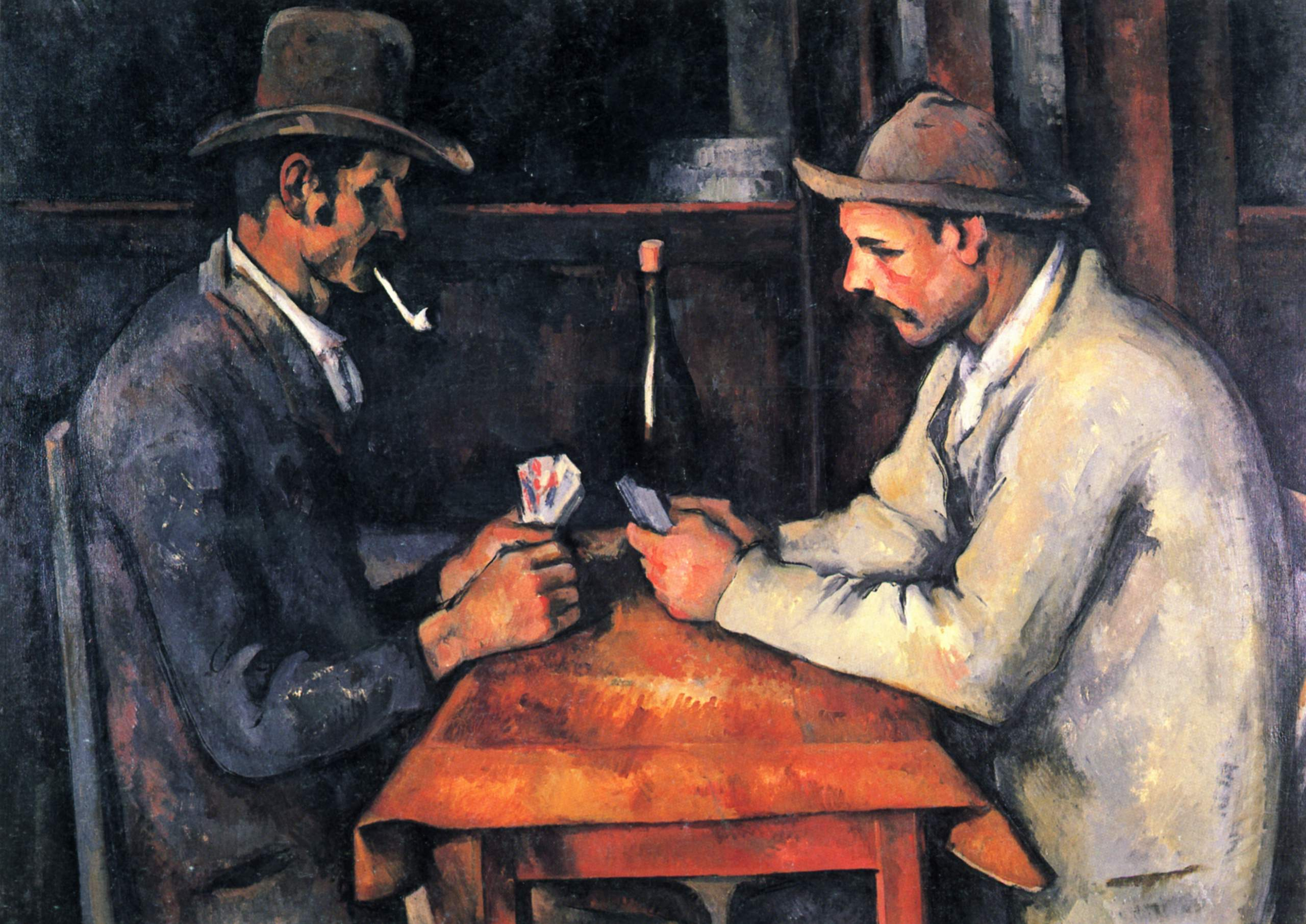
«Картярі» («Гравці у карти», 1892—1893) — найдорожче полотно у спадщині Поля Сезанна.

Станом на 2020 рік твори Поля Сезанна зберігаються в багатьох музеях світу, серед яких першість тримають паризькі Лувр і Музей д'Орсе, нью-йоркські Музей мистецтва Метрополітен і Музеї сучасного мистецтва,Національні галереї у Вашингтоні та Лондоні, мюнхенська Нова пінакотека, петербурзький Ермітаж і Музеї мистецтва в Сану-Паулу. Крім того, його полотна представлені в приватних зібраннях у Швейцарії, США, Франції, Україні (наприклад, у Зібранні (колекції) образотворчого мистецтва Градобанку). Третя картина у серії «Картярі» — це друге за вартістю полотно в світі (після картини Поля Гогена «Коли весілля?»), його орієнтовна ціна за результатами закритих торгів становить близько 250 мільйонів доларів. Серед картин, проданих на відкритих торгах, сезаннівський «Натюрморт з глечиком і драпуванням» вартістю 60,4 мільйонів доларів, займає 36-те місце.
На батьківщині художника Полю Сезанну встановлено пам'ятник. Меморіальними пам'ятками визнані й місця його проживання, зокрема, родинний маєток Жа-де-Буфан, який Поль Сезанн зобразив на багатьох полотнах, та дім в Естаці. Портрет Поля Сезанна був поміщений на купюрі в 100 франків. На його честь випущено марку поштою Румунії. У 1971 році на честь художника названо астероїд головного поясу 6674 Сезанна.